# Кодонье
Кодонье (итал. Codogné) — коммуна в Италии, располагается в провинции Тревизо области Венеция.
Население составляет 5068 человек (2008 г.), плотность населения составляет 241 чел./км². Занимает площадь 21 км². Почтовый индекс — 31013. Телефонный код — 0438.
Покровителем коммуны почитается святой апостол Андрей, празднование 30 ноября.

## Демография
Динамика населения:

## Администрация коммуны
- Официальный сайт: http://www.comune.codogne.tv.it/